# Schwieberdingen
Schwieberdingen – miejscowość i gmina w Niemczech, w kraju związkowym Badenia-Wirtembergia, w rejencji Stuttgart, w regionie Stuttgart, w powiecie Ludwigsburg, siedziba związku gmin Schwieberdingen-Hemmingen. Leży nad rzeką Glems, ok. 10 km na zachód od Ludwigsburga, przy drodze krajowej B10.

## Współpraca
Miejscowości partnerskie:
- Belvidere, Stany Zjednoczone
- Großharthau, Saksonia
- Vaux-le-Pénil, Francja